# 26588 Sharonstorbo
26588 Sharonstorbo este o planetă minoră (asteroid) din centura de asteroizi. A fost descoperită pe 11 martie 2000 la Stația Anderson Mesa de Lowell Observatory Near-Earth-Object Search. 
Obiectul prezintă o orbită caracterizată de o semiaxă mare de 2,7062434 UAi, o excentricitate de 0,11, o înclinație de 10,45157 ° în raport cu ecliptica.